# (36404) 2000 OZ47
2000 OZ47 (asteroide 36404) é um asteroide da cintura principal. Possui uma excentricidade de 0.22394070 e uma inclinação de 10.53458º.
Este asteroide foi descoberto no dia 31 de julho de 2000 por LINEAR em Socorro.